# Eminium albertii
Eminium albertii är en kallaväxtart som först beskrevs av Eduard August von Regel, och fick sitt nu gällande namn av Adolf Engler. Eminium albertii ingår i släktet Eminium och familjen kallaväxter. Inga underarter finns listade.